# Misantla (municipalité)
La municipalité de Misantla est l'une des 212 municipalités de l'État de Veracruz, et est située dans la partie centrale de cet État. Située sur la côte du golfe du Mexique, elle s'étage entre la plaine côtière et les contreforts du massif de la Sierra Chiconquiaco, prolongement oriental de celui de la Sierra Madre orientale, et se trouve à cheval entre les bassins versants des fleuves Río Misantla et Río Nautla. Son chef-lieu est la ville éponyme de Misantla. Elle dépend de la région administrative de Nautla, du nom du fleuve Río Nautla qui la traverse, qui est une des 10 subdivisions administratives de l'État de Veracruz.

## Géographie

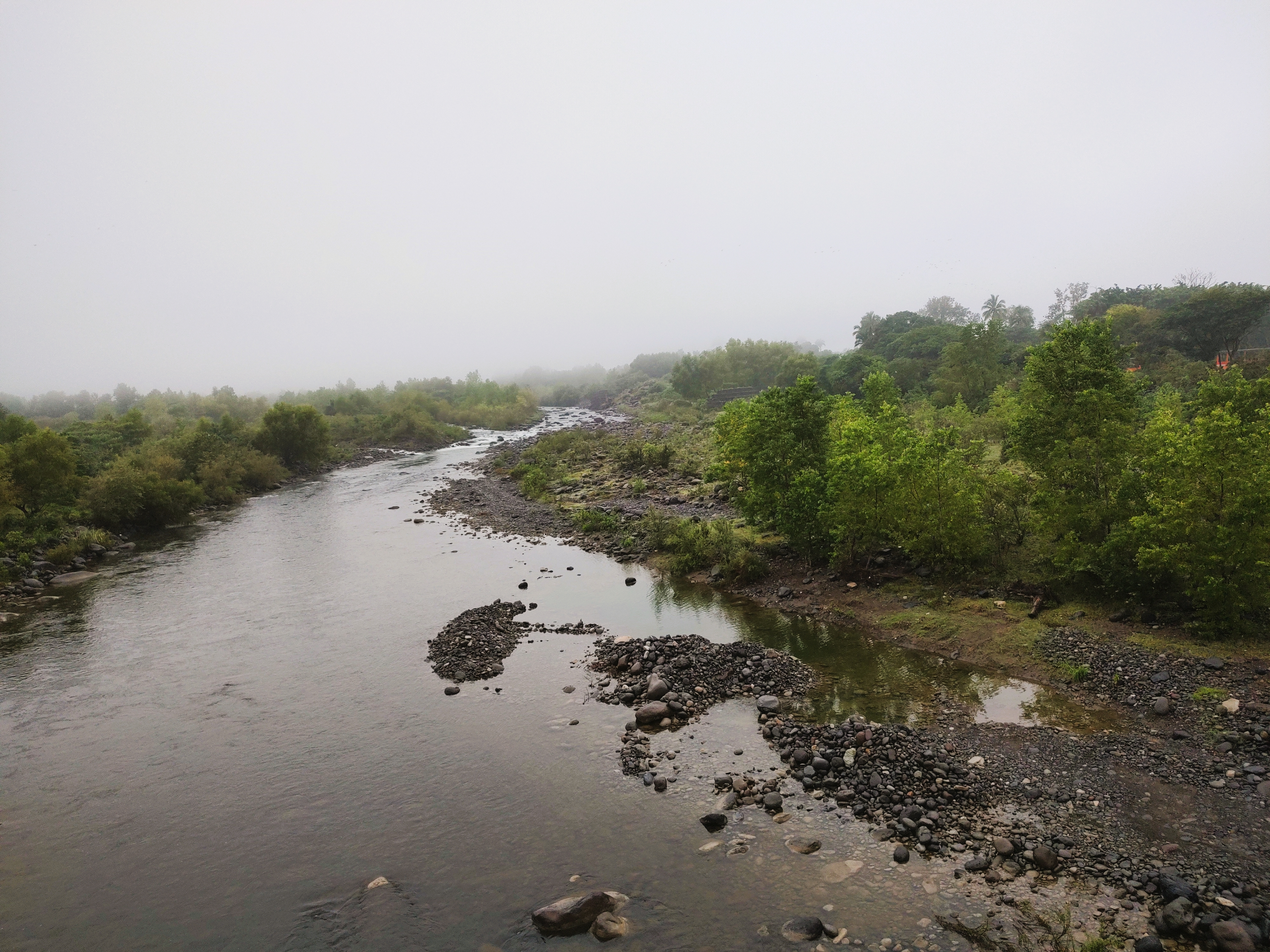
Le fleuve Río Misantla

La municipalité de Misantla s'étend du nord au sud entre la plaine côtière au nord, et les contreforts du massif de la Sierra Chiconquiaco, prolongement oriental de celui de la Sierra Madre orientale au sud. Son altitude y oscille entre 10 et 1900 mètres. Sa moitié nord-ouest correspond au bassin versant du fleuve Río Nautla, qui forme sa limite nord, tandis qu'un de ses affluents forme sa limite nord-est, et qu'un autre, le Río Kilate, forme sa limite occidentale. Sa moitié sud-est correspond au bassin versant du fleuve Río Misantla, dont le chef-lieu, le ville éponyme de Misantla occupe la rive ouest. Enfin, le bassin versant du fleuve côtier Río Colipa vient mordre légèrement dans les confins orientaux. Son territoire couvre une superficie de 524,8 km2, et était peuplé en 2020 de 65 761 habitants, pour une densité de 125,3 habitants par km2.
Cette municipalité est limitrophe au nord de celle de San Rafael, à l'ouest de celles de Martínez de la Torre, d'Atzalan, d'Altotonga et de Tenochtitlán, au sud de celles de Tonayán, de Miahuatlán et de Landero y Coss, et à l'est de celles de Chiconquiaco, de Yecuatla, de Colipa, de Vega de Alatorre et de Nautla.

## Composition et démographie
La municipalité était composée en 2020 de 203 localités, dont une seule était considérée comme urbaine, les autres étant rurales.
| Localité            | Population |
| ------------------- | ---------- |
| Misantla            | 30 232     |
| Arroyo Hondo        | 2121       |
| La Defensa          | 1458       |
| La Libertad         | 1347       |
| Salvador Díaz Mirón | 1042       |
| Reste des localités | 29 561     |
| Total population    | 65 761     |

En plus de l'espagnol, plusieurs langues amérindiennes sont parlées dans la municipalité, dont les principales sont par ordre d'importance : le totonaque, le nahuatl, et dans une moindre mesure le mixtèque et le yaqui.

## Histoire

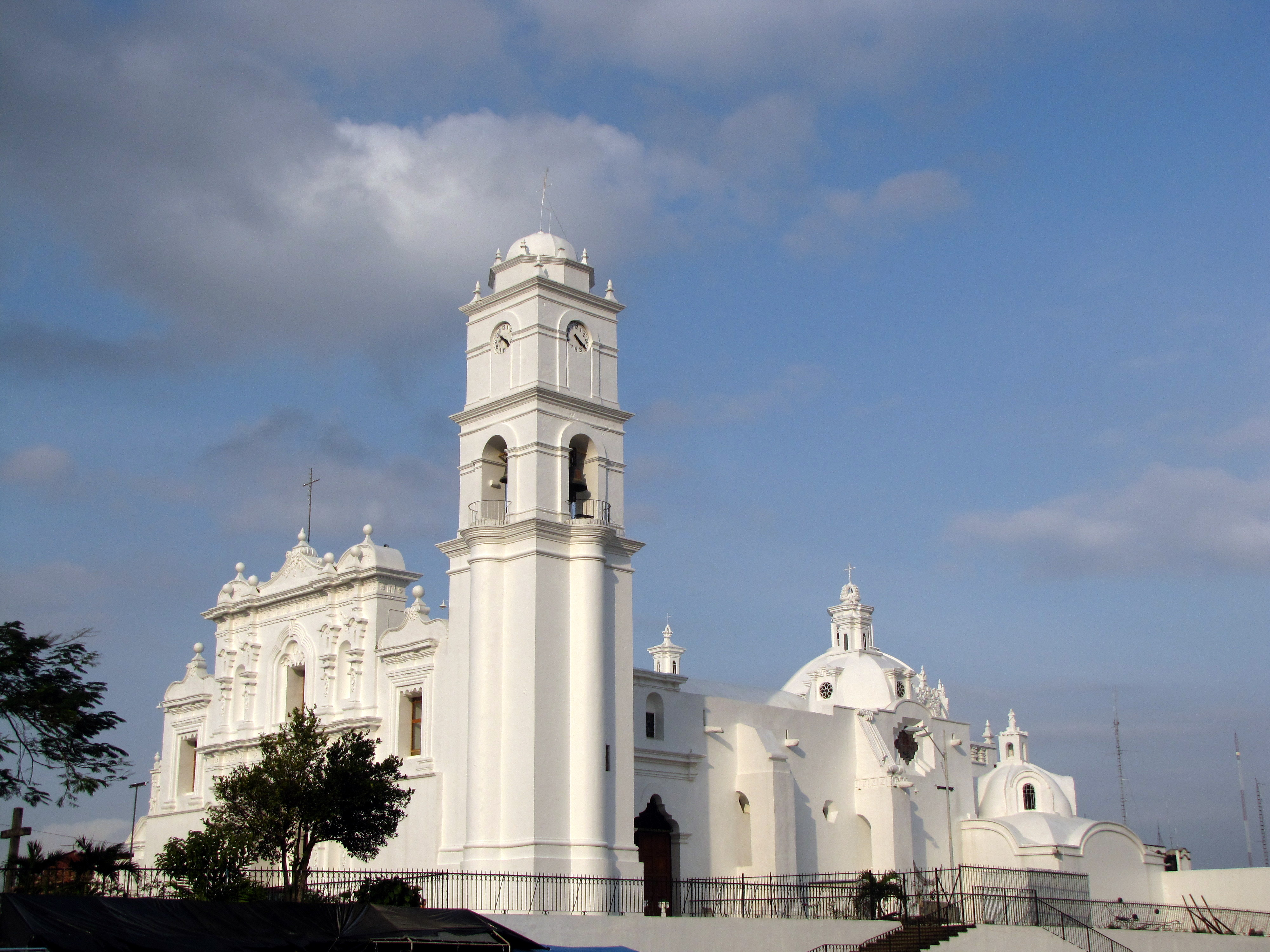
Église Santa María de la Asunción

Durant la période préhispanique, le secteur est peuplé par les totonaques. Plusieurs sites archéologiques sont connus pour cette période, dans les localités de Los Ídolos et de Páxil.
La ville hispanique de Misantla fut fondée entre 1540 et 1545. Deux sources historiques du XVIe siècle documentent les évènements autour de la fondation, le codex Chiconquiaco, datant de 1542, et le codex de Misantla, datant de 1571. En 1544, est institué l'impôt que doit verser Misantla à la ville naissante de Xalapa. En 1564, la population de San Juan Misantla est déplacé vers un nouveau site ; la nouvelle fondation prend le nom de Santa María de la Asunción Misantla. La première église fondée le sera cependant sous le vocable de San Sebastián.

## Économie

### Agriculture et élevage
La superficie des parcelles semées représentait en 2019 une surface totale de 14 964,4 hectares, parmi lesquels 5100 hectares étaient voués à la culture du maïs, 3867 hectares étaient voués à la culture de l'orange, et 3469,4 hectares étaient voués à celle du caféier.
En 2020, la production de viande par tonnes comprenait 1623,2 tonnes de viande bovine, 594,4 tonnes de viande porcine, 5,3 tonnes de viande ovine, 3,4 tonnes de viande caprine, 195,8 tonnes de volailles, et 12,5 tonnes de dinde. La superficie vouée à l'élevage représentait alors 16 744 hectares.